# Brunhovedet kapucinerabe
Den brunhovedede kapucinerabe (Sapajus apella) er en art i underfamilien kapucineraber. Den findes især i Brasilien, både i tropeskove og i tørre bjergskove. Den vejer i gennemsnit 3 kg med en kropslængde på 50 centimeter. Hunnen er mindre end hannen.